# Bandera de Cabó
La bandera oficial de Cabó té la següent descripció:
Bandera apaïsada, de proporcions dos d'alt per tres de llarg, verd fosc, amb el capó blanc de l'escut, d'alçària 2/3 de la del drap i llargària 4/9 de la del mateix drap, al centre.
Va ser aprovada el 17 de juny de 2008 i publicada en el DOGC el 9 de juliol del mateix any amb el número 5169.